# 光駅
光駅（ひかりえき）は、山口県光市虹ヶ浜にある、西日本旅客鉄道（JR西日本）山陽本線の駅である。

## 歴史
- 1912年（明治45年）4月11日：鉄道院山陽本線の島田 - 下松間に虹ヶ浜駅（にじがはまえき）として新設開業[3]。
- 1934年（昭和9年）12月1日：線路名称改定により、柳井線の所属となる。
- 1941年（昭和16年）2月1日：光駅に改称[4]。
- 1942年（昭和17年）6月1日：省営自動車（現・中国JRバス）運行開始。
- 1944年（昭和19年）10月11日：線路名称改定。山陽本線が柳井駅経由に戻され、当駅も山陽本線所属に戻る。
- 1974年（昭和49年）4月1日：みどりの窓口営業開始[5][6]。
- 1983年（昭和58年）7月5日：駅舎新築[7]。
- 1984年（昭和59年）1月1日：車扱貨物の取扱を廃止[2]。駅舎西側に有蓋車用の貨物ホームが設置されていた。
- 1986年（昭和61年）4月1日：荷物扱い廃止[2]。
- 1987年（昭和62年）4月1日：国鉄分割民営化により、西日本旅客鉄道（JR西日本）の駅となる[2]。
- 2022年（令和4年）
  - 3月12日：ICカード「ICOCA」の利用が可能となる[8][9]。自動改札機の供用開始[9]。
  - 4月18日：みどりの窓口の営業を終了[10]。
  - 4月19日：みどりの券売機を導入[10]。
- 2024年（令和6年）12月1日：当駅での駅員の常駐を廃止し、インターホンでの遠隔対応に変更[11]。

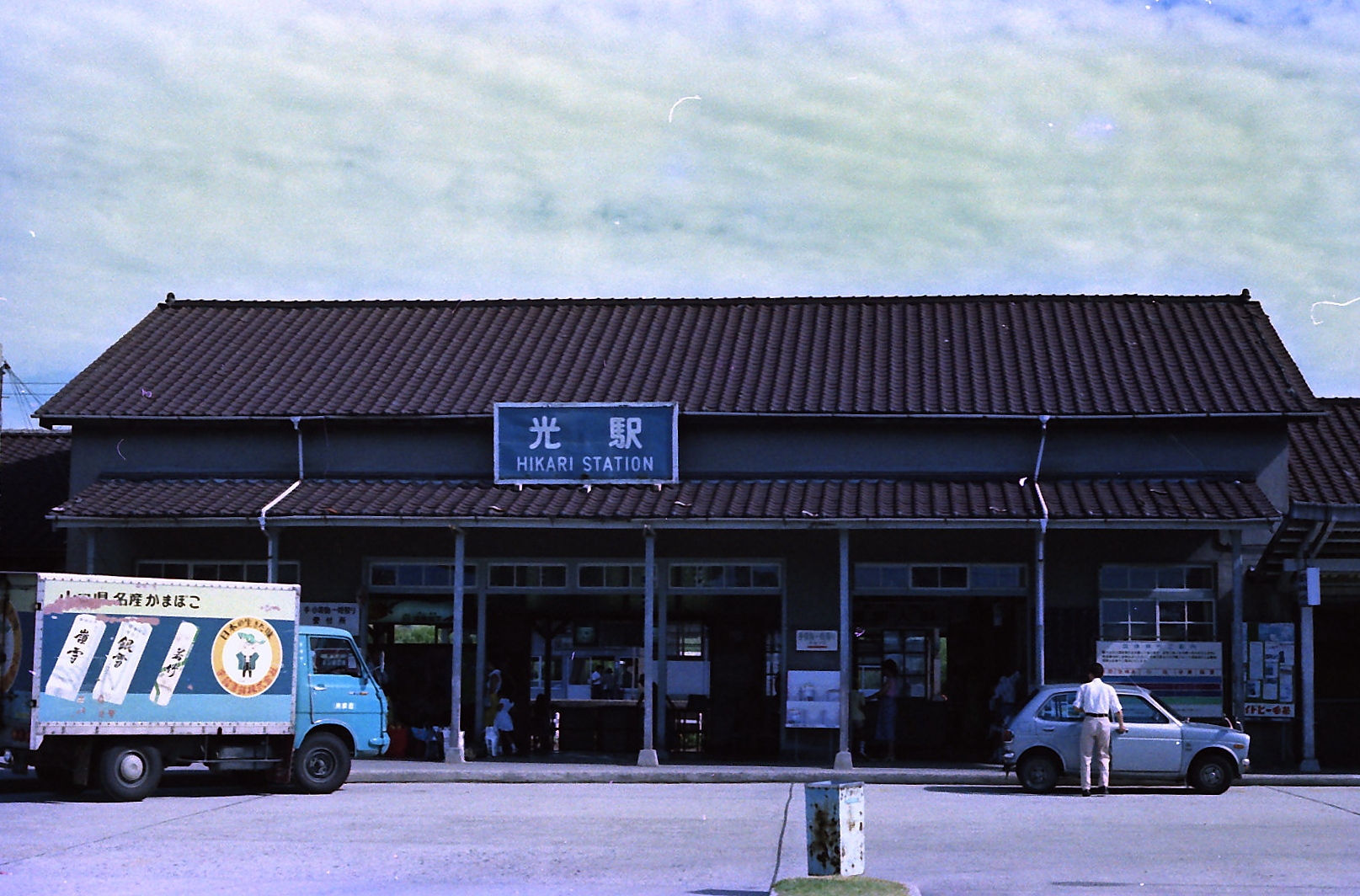
旧駅舎（1977年8月）

## 駅構造
単式・島式の複合型2面3線のホームを持つ地上駅。1番のりばの線路部分を埋めて駅舎と2番のりばを直接つなげている。5・6番のりばのホームとは跨線橋で連絡している。みどりの券売機が設置されている。

### のりば
| のりば | 路線      | 方向 | 行先           | 備考                |
| ------ | --------- | ---- | -------------- | ------------------- |
| 2      | ■山陽本線 | 下り | 徳山・防府方面 |                     |
| 5・6   | ■山陽本線 | 上り | 柳井・岩国方面 | 6番のりばは一部列車 |

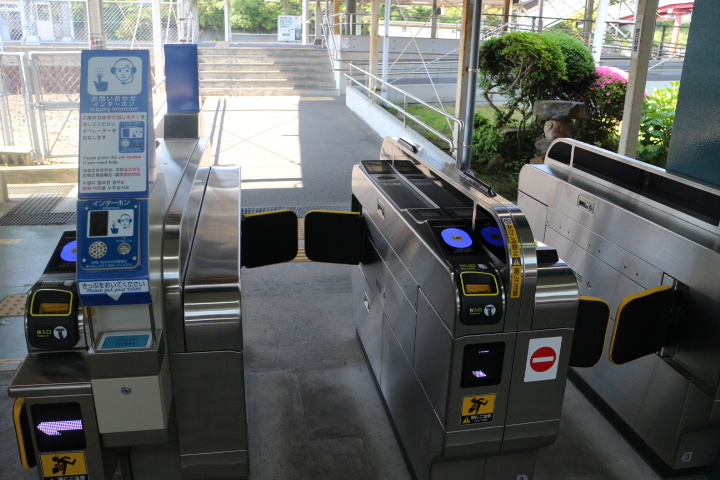
自動改札機の様子（2022年5月）

## 利用状況
1日の平均乗車人員は以下の通りである。
| 乗車人員推移 | 乗車人員推移 |
| 年度         | 1日平均人数  |
| ------------ | ------------ |
| 1999         | 2,284        |
| 2000         | 2,204        |
| 2001         | 2,162        |
| 2002         | 2,162        |
| 2003         | 2,261        |
| 2004         | 2,274        |
| 2005         | 2,310        |
| 2006         | 2,272        |
| 2007         | 2,307        |
| 2008         | 2,312        |
| 2009         | 2,243        |
| 2010         | 2,295        |
| 2011         | 2,423        |
| 2012         | 2,434        |
| 2013         | 2,446        |
| 2014         | 2,237        |
| 2015         | 2,363        |
| 2016         | 2,378        |
| 2017         | 2,417        |
| 2018         | 2,182        |
| 2019         | 2,298        |
| 2020         | 1,849        |
| 2021         | 1,888        |
| 2022         | 1,971        |

## 駅周辺
光市の代表駅であるが、中心部からは離れている。
- 虹ヶ浜海水浴場
- 光市立光総合病院
- 梅田病院
- 光税務署
- 光警察署光駅前交番
- 光浅江郵便局
- イオン光店
- 山口県立光丘高等学校
- 光市立浅江中学校
- 光市立浅江小学校
- 光市浅江出張所・浅江公民館
- ホテル松原屋
- 松屋ホテル
- 国道188号

### バス路線
- ひかりぐるりんバス（周南近鉄タクシーが運行）
- 防長交通 - 「光駅」停留所
  - 「徳山駅前」行 / 「柳井駅前」行
  - 「室積公園口」行[注 1]

## その他
- 2015年（平成27年）に放映されたソフトバンクのテレビCMで、当駅のホームと駅舎が使われた[13]。

## 隣の駅
西日本旅客鉄道（JR西日本）
■山陽本線
島田駅 - 光駅 - 下松駅